# Fureai Kippu
Der Fureai Kippu (jap. ふれあい切符, dt. „Gegenseitiger-Kontakt-Ticket“, Kunrei-Transkription: Hureai Kippu) ist eine japanische Sektoralwährung im Gesundheitswesen, die 1995 von der Sawayaka Welfare Foundation eingeführt wurde.
Die Währungseinheit ist eine Stunde Arbeit für einen älteren, hilfsbedürftigen Menschen. Die geleisteten Stunden können angespart werden, um selber im Alter Pflege damit zu erwerben, oder sie können an andere weitergegeben werden, um  etwa Verwandte zu versorgen. Durch dieses System können Menschen sehr viel länger in ihrer eigenen Wohnsituation verbleiben. Die Inanspruchnahme einer Seniorenresidenz kann signifikant verschoben werden und realisiert dadurch Ersparnisse für das Gesundheitssystem.
Die Versorgung durch Menschen, die in Fureai Kippu bezahlt werden, wird oft der Versorgung durch in nationalem Geld bezahlten Dienstleistern vorgezogen, möglicherweise weil eine persönliche Beziehung und ein stärkeres Gemeinschaftsgefühl bei den Nutzern der Pflegewährung existieren.